# Anass Najah
Anass Najah (Utrecht, 16 september 1997) is een Nederlands-Marokkaans voetballer die als middenvelder speelt. Hij verruilde in 2024 Səbail FK voor De Graafschap. Hij is de jongere broer van Imad Najah.

## Carrière
Anass Najah maakte zijn debuut in het betaalde voetbal voor RKC Waalwijk in de Eerste divisie op 4 november 2016, in de met 0-2 verloren thuiswedstrijd tegen FC Den Bosch. Hij kwam in de 69e minuut in het veld voor Roel van de Sande. Dat bleef zijn enige wedstrijd voor RKC Waalwijk en medio 2017 ging Najah naar SC Telstar. Najah speelde meer dan 120 wedstrijden voor de club uit Velsen-Zuid. 
In september 2021 ging hij naar het Cypriotische Akritas Chlorakas, dat uitkwam op het tweede niveau. Na een jaar keerde hij terug naar Nederlandom nog een seizoen bij Telstar te gaan spelen. Hierna vertrok hij naar Azerbeidzjan, om een jaar bij Səbail FK te voetballen. 
Op 29 augustus 2024 tekende hij een contract bij De Graafschap. 

## Statistieken
| Seizoen        | Club              | Competitie     | Competitie | Competitie | Beker | Beker | Totaal | Totaal |
| Seizoen        | Club              | Competitie     | Wed.       | Dlp.       | Wed.  | Dlp.  | Wed.   | Dlp.   |
| -------------- | ----------------- | -------------- | ---------- | ---------- | ----- | ----- | ------ | ------ |
| 2016/17        | RKC Waalwijk      | Eerste divisie | 1          | 0          | 0     | 0     | 1      | 0      |
| 2017/18        | SC Telstar        | Eerste divisie | 29         | 0          | 0     | 0     | 29     | 0      |
| 2018/19        | SC Telstar        | Eerste divisie | 34         | 3          | 1     | 0     | 35     | 3      |
| 2019/20        | SC Telstar        | Eerste divisie | 26         | 0          | 2     | 0     | 28     | 0      |
| 2020/21        | SC Telstar        | Eerste divisie | 31         | 0          | 1     | 0     | 32     | 0      |
| 2021/22        | Akritas Chlorakas | B' Kategoria   | ?          | ?          | ?     | ?     | ?      | ?      |
| 2022/23        | SC Telstar        | Eerste divisie | 37         | 0          | 2     | 0     | 39     | 0      |
| 2023/24        | Səbail FK         | Premyer Liqasi | 34         | 0          | 2     | 0     | 36     | 0      |
| 2024/25        | De Graafschap     | Eerste divisie | 29         | 0          | 1     | 0     | 30     | 0      |
| Carrièretotaal | Carrièretotaal    | Carrièretotaal | 221        | 3          | 9     | 0     | 230    | 3      |

Bijgewerkt op 13 april 2025.
1 Wieggers ·
2 Saarinen ·
3 Besselink ·
4 Willemsen ·
5 Schoppema ·
6 Kaak ·
7 Van Gilst ·
8 Warmerdam ·
9 Cooper-Love ·
10 Mahi ·
11 Colyn ·
12 Kremers ·
14 Hardeman ·
15 Van de Haar ·
16 Smits ·
19 Hassan ·
20 Hillen ·
21 Symons ·
22 Fortes  ·
23 Brittijn ·
25 Jonkers ·
26 Seuntjens ·
27 Najah ·
28 Van der Heide ·
29 Grotenhuis ·
30 El Kadiri ·
31 Najjar ·
32 Hartgers ·
33 Niemeijer ·
34 Yadir ·
37 Marçal ·
38 Eijken ·
39 Kaninda ·
40 Boersma ·
40 Kwint ·
42 Wevers ·
47 El Jebli ·
Coach: Dijkhuizen
· Assistent-coach: Siers
· Assistent-coach: De Waard
· Keeperstrainer: Rondeel